# Хато I
Хато I (на немски: Hatto I, Haddo, Hadtho, Haito, Heito, Hato, Havto, Hatho, Hetto, Atto, Addo; * ок. 850, † 15 май 913) е от 888 до 913 г. абат (игумен) на манастира Райхенау (на остров Райхенау) и други манастири, архиепископ на Майнц (891 – 913) и ерцканцлер на Източното франкско кралство.

## Произход и управление
Произлиза от швабска благородническа фамилия. Образован е по литература и църковно право. Най-късно от ноември 887 г. се познава с крал Арнулф Каринтийски (888 – 899) и е в неговата свита. През септември 891 г. Арнулф го прави архиепископ. Хато заедно с епископ Адалберо Аугсбургски кръщава Лудвиг Детето, синът на крал Арнулф.
В началото на 894 и през зимата на 895/896 г. той придружава крал Арнулф в неговите походи до Италия. Става регент на крал Лудвиг Детето (900 – 911), потушава с него въстанието на граф Адалберт Бабенберг. През 906 г. Хато I му обещава свободно оттегляне, обаче Адалберт е заловен, осъден за нарушаване на имперския мир и обезглавен. По-късно той прави опит да се убие херцог Хайнрих от Саксония.
Хато I умира, според легендата, изяден жив от мишки.